# Karnal (distrito)

O distrito de Karnal (em hindi: करनाल जिला) é um dos 21 distritos do estado de Haryana, no norte da Índia. A cidade de Karnal é a sede administrativa do distrito. Outras grandes cidades neste distrito são Assandh, Gharaunda, Nilokheri, Indri e Jundla. Este distrito é parte da Divisão de Rohtak.
De acordo com o censo de 2011, sua população era de 1 505 324 habitantes em uma área de 2.520 km2. Sua capital é a cidade de Karnal.